# Большая Рига
Большая Рига — село в Шумихинском районе Курганской области. До преобразования в июле 2020 года муниципального района в муниципальный округ административный центр Рижского сельсовета.

## История
До 1917 года центр Рижской волости Челябинского уезда Оренбургской губернии. По данным на 1926 год состояло из 195 хозяйств. В административном отношении являлось центром Рижского сельсовета Шумихинского района Челябинского округа Уральской области.

## Население
| 1989 | 2002 | 2010 |
| ---- | ---- | ---- |
| 1153 | ↘956 | ↘713 |

По данным переписи 1926 года в селе проживало 1012 человек (474 мужчины и 538 женщин), в том числе: русские составляли 100 % населения.